# 小藤石
小藤石（ことうせき、Kotoite）は、1938年に発表された新鉱物で、当時北海道大学に勤務していた渡辺武男により、朝鮮のホルゴル（笏洞）金・銅鉱山（現在の朝鮮民主主義人民共和国黄海北道遂安郡）において、苦灰岩とホウ素を含む熱水との反応の生成物として発見された。化学組成は Mg3[BO3]2 で、斜方晶系。東京帝国大学の地質学者、小藤文次郎の業績をたたえて命名されたもの。日本で、初めて人名に由来する名前のついた鉱物であった。
通常は透明もしくは半透明の粗粒結晶集合体として産出し、条痕色は白、モース硬度は6.5。へき開は完全。密度3.10g/cm3。水に不溶。
岩手県根知でも産する。
小藤石のマグネシウムがマンガンに置換すると神保石に、マグネシウムがカルシウムに置換すると武田石となる。これら2つは戦後に発見された日本産新鉱物である。